# Языльский сельсовет
Языльский сельсовет — административная единица на территории Стародорожского района Минской области Республики Беларусь.

## Географическое положение
До 2013 года граничил с Горковским и Пасекским сельсоветами Стародорожского района, Уречским сельсоветом Любанского района, Сорогским сельсоветом Слуцкого района.

## История
Языльский сельский Совет образован в 1921 году.

## Состав
Языльский сельсовет включает 25 населённых пунктов:
- Боровики — деревня.
- Борок — деревня.
- Верхутино — деревня.
- Клетное — деревня.
- Кричин — деревня.
- Лески — деревня.
- Осередок — деревня.
- Оточка — деревня.
- Паськова Горка — деревня.
- Рабак — деревня.
- Урбановка — деревня.
- Языль — агрогородок.
- Яковина Гряда — деревня.

## Производственная сфера
КУП «Языль», ОАО имени Скворцова и Майорова.

## Социально-культурная сфера
- Здравоохранение: 1 сельская врачебная амбулатория, 2 фельдшерско-акушерских пункта
- Образование: 1 средняя общеобразовательная школа, 1 ясли-сад
- Культура: 1 Центр культуры и отдыха, 1 сельская библиотека-клуб, 2 сельские библиотеки